# Luiz Paulo Neves Tovar

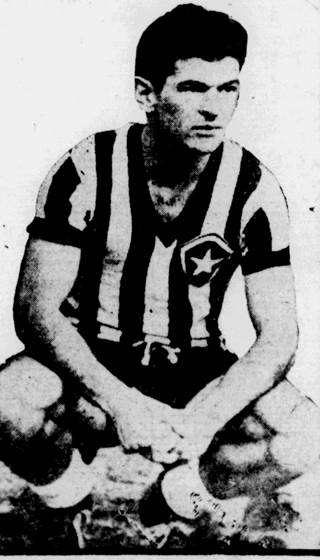
Paulo Tovar (1946)

Luiz Paulo Neves Tovar, conhecido por Tovar apenas, (Vitória, 19 de setembro de 1923 — Rio de Janeiro, 28 de novembro de 2008) foi um futebolista brasileiro que atuou como atacante.

## Carreira
Tovar foi tricampeão carioca de amadores, entre 1942 e 1944, pelo Botafogo. Companheiro de Heleno de Freitas na década de 1940, disputou o Campeonato Sul-americano extra em 1945 pela Seleção Brasileira, convocado pelo treinador Flávio Costa.
Luiz Tovar virou sócio benemérito do Botafogo em 1945, um ano antes de se formar em medicina, especializado em traumatologia e ortopedia.[carece de fontes?] Ainda em 1946, Tovar, que jamais quis ser um jogador assalariado, parou de jogar, aos 23 anos de idade.
Ainda em 1948 foi convidado por Luís Vinhaes e seu auxiliar Oto Glória para  jogar na seleção carioca das amadores na Campeonato Brasileiro de Seleções Estaduais.

## Morte
Morreu em 28 de novembro de 2008.

## Títulos
Botafogo
- Campeonato Carioca Amador: 1942, 1943 e 1944.